# Phyllolabis bryantiana
Phyllolabis bryantiana är en tvåvingeart som beskrevs av Alexander 1931. Phyllolabis bryantiana ingår i släktet Phyllolabis och familjen småharkrankar. Inga underarter finns listade i Catalogue of Life.